# 森本敏男
森本 敏男（もりもと としお、1934年11月7日 - 2004年5月5日）は、日本の経営者。神奈川新聞社社長、会長を務めた。

## 経歴
北海道出身。1958年に小樽商科大学を卒業し、同年に朝日新聞社入社。
1991年12月に神奈川新聞社取締役に就任し、1992年6月から1999年7月までに社長を務めた。2000年から2003年までに朝日新聞社監査役を務めた。
2004年5月5日、膵臓癌のために死去。69歳没。